# Argyrotome melae
Argyrotome melae är en fjärilsart som beskrevs av Druce 1892. Argyrotome melae ingår i släktet Argyrotome och familjen mätare. Inga underarter finns listade i Catalogue of Life.